# Apartaments Roca Marina
Els apartaments Roca Marina són un aplec d'apartaments d'estiu de la localitat calvianera de Cal Català bastits entre 1961 i 1964 i dissenyats de l'arquitecte Antonio Lamela. Estan situats a escassos metres de vorera de mar, a prop de l'Hotel de Mar, i tenen vistes a tota la zona de Cala Major i Sant Agustí fins a la Punta de Sant Carles.
Està situat al carrer Bartomeu Buades Mallol, perpendicular a la carretera d'Andratx, a l'extrem nord del Caló de les Gerres, entre aquesta cala i el Caló dels Macs. La propietat de terreny era un grup de promotors anglesos que, a començament de boom turístic, feren un concurs per construir-hi un complex, que guanyà l'arquitecte madrileny Antonio Lamela, autor d'altres edificis a l'illa, la major part també relacionats amb el primer esclat turístic. El complex està format per quatre blocs independents amb cent vint-i-un apartaments en total que varien de set a catorze plantes, amb una piscina, un grau per petites embarcacions, establiments comercials i restaurants, tot plegat concebut com a zona destinada a l'oci dels habitants.
Tots els exteriors del complex estan concebuts com un sol espai obert amb un paper important de la vegetació. Els edificis s'alcen sobre pilotis per mantenir les visuals a la mar i donar continuïtat a la jardineria, tot difuminant el límit entre les edificacions i les zones enjardinades. Tots els habitatges tenen vistes marítimes per més d'una habitació, i cada façana té un tractament diferent en funció de la seva orientació: balcons amb grans vidrieres mirant a la mar i protectors de la llum solar en les cares orientades a migjorn, mentre que les escales d'accés miren a nord-oest, cap a l'interior. Per altra banda, el complex no menysté l'aportació arquitectònica tradicional, i fa ús decoratiu del marès i de la ceràmica mallorquina.